# 康艳典
康艳典，唐代初期西域康国（今撒马尔罕）人。
唐太宗贞观初年，他归附唐朝，唐朝任命他为石城镇使，驻扎石城（今新疆鄯善县）一带，来招揽西域商贾。唐高宗上元二年（675年），他在当地主持兴建弩支，蒲桃、萨毗等九城。到武则天时，他的后裔康拂耿延、康地舍拨兄弟还在石城之地主事。